# 1927 na política

## Eventos
- Por meio de manobras políticas, Stálin expulsou Trótski do Partido. Pouco depois, expulsou-o do país. Posteriormente, Stálin mandou matar Trótski, que, na ocasião, estava exilado no México.
- 9 de Janeiro - Rebelião militar em Lisboa.
- 14 de Janeiro - Paul Doumer eleito presidente da França.
- 19 de Janeiro - O Reino Unido envia tropas à China.
- 12 de Fevereiro - As primeiras tropas britânicas chegam em Xangai.
- 19 de Fevereiro - Greve geral em Xangai para protestar contra a presença de tropas britânicas.
- 10 de Março - Albânia se mobiliza em caso de ataque iugoslavo.
- 20 de Maio - A Arábia Saudita torna-se independente do Reino Unido pelo Tratado de Jedda
- 7 de Junho - Embaixador soviético em Varsóvia é assassinado.

## Nascimentos
| Data           | Nome                                                 | Profissão                                                                          | Nacionalidade  | Observações | Ref |
| -------------- | ---------------------------------------------------- | ---------------------------------------------------------------------------------- | -------------- | ----------- | --- |
| 12 de março    | Raúl Alfonsín                                        | advogado, político e presidente da Argentina de 1983 a 1989                        | Argentina      | m. 2009     |     |
| 18 de abril    | Tadeusz Mazowiecki                                   | jornalista e Primeiro-ministro da Polónia                                          | Polónia        |             |     |
| 4 de setembro  | Antônio Carlos Magalhães (também conhecido como ACM) | político                                                                           | Brasil         | m. 2007     |     |
| 12 de setembro | Alceu de Deus Collares                               | prefeito de Porto Alegre (1986-1988) e governador do Rio Grande do Sul (1991-1994) | Brasil         |             |     |
| 5 de dezembro  | Bhumibol Adulyadej                                   | rei da Tailândia                                                                   | Estados Unidos |             |     |
| 20 de dezembro | Kim Young-sam                                        | presidente da Coreia do Sul de 1993 a 1998                                         | Coreia do Sul  |             |     |

## Mortes
| Data          | Nome               | Profissão                                          | Nacionalidade | Observações | Ref |
| ------------- | ------------------ | -------------------------------------------------- | ------------- | ----------- | --- |
| 19 de janeiro | Carlota do México  | princesa da Bélgica e imperatriz do México         | Bélgica       |             |     |
| 3 de abril    | Marco Fidel Suárez | Presidente da República da Colômbia de 1918 a 1921 | Colômbia      | n. 1855     |     |
| 1 de julho    | Pedro Nel Ospina   | Presidente da República da Colômbia de 1922 a 1926 | Colômbia      | n. 1858     |     |